# Mimanuga brevis
Mimanuga brevis là một loài bướm đêm trong họ Noctuidae.